# Islay (distrito)
O Distrito peruano de Islay é um dos seis distritos que formam a Província de Islay, situada no Departamento de Arequipa, pertencente a Região Arequipa, Peru.

## Transporte
O distrito de Islay é servido pela seguinte rodovia:
- PE-1SD, que liga o distrito de Samuel Pastor à cidade de Tacna (Região de Tacna)
- PE-34, que liga o distrito de La Joya à cidade [1][2][3]